# Max Winkler (homme politique)
Pour les articles homonymes, voir Winkler.
Ne doit pas être confondu avec Max Winkler.
Max Winkler né le 7 septembre 1875 à Karrasch (en), arrondissement de Rosenberg-en-Prusse-Occidentale dans la province de Prusse-Orientale et mort le 12 octobre 1961 à Düsseldorf, est un homme politique allemand, maire et responsable de l'industrie cinématographique allemande sous le régime nazi.  

## Biographie
En novembre 1918, juste après la Première Guerre mondiale, Max Winkler est élu maire de Graudenz situé à l'époque en Prusse-Orientale, aujourd'hui Grudziądz dans la Voïvodie de Couïavie-Poméranie en Pologne. Il est élu sous l'étiquette du Parti démocrate allemand (DDP), il est élu à l'Assemblée nationale prussienne en janvier 1919. 
En 1929, il reçoit le titre de Docteur Honoris Causa de l'université de Dantzig de la ville libre de Dantzig.
Max Winkler rejoint le parti nazi assez tard en 1937. Cette même année, il est nommé commissaire du Troisième Reich pour l'industrie cinématographique allemande. 
Après la Seconde Guerre mondiale, Max Winkler est détenu dans un camp d'internement pendant que le tribunal de dénazification de Lunebourg examine son sort. Le 11 août 1949, le tribunal classe le cas Winkler comme "non inculpé" et le libère. Il est ensuite membre du personnel d'une société cinématographique. Sous les ordres du nouveau gouvernement ouest-allemand, Max Winkler contribue à la dénazification de la société Universum Film AG - dont la production était tellement associé au Troisième Reich que les rééditions de son catalogue apolitique se révélaient difficiles à commercialiser. 
Dans la seconde moitié des années 1950, il travaille à Düsseldorf, où il s'occupe des transactions financières pour l'industrie. Il meurt le 12 octobre 1961 dans cette même ville.